# 楊振華
杨振华（1936年—），男，辽宁沈阳人，中国相声表演艺术家。

## 生平
1953年沈阳铁路中学毕业，到沈阳市公安局交通警察大队任民警、文书等职。他爱好文艺。1957年末，他同杨金声、金炳昶、王志涛等一起拜杨海荃为师。1962年，进入沈阳铁西区曲艺团，市曲艺团说相声。1981年调张家口市，成立“杨振华相声艺术团”。1989年回沈阳。

## 表演风格
表演热情火爆，说学逗唱俱佳，节目内容新颖，别具一格，作品长于讽刺，一针见血。

## 代表作品
《特殊生活》、《好梦不长》、《假大空》、《油水大》、《下象棋》、《硕二爷》、《计划生育》、《八字谜》等。其《假大空》获文化部主办的庆祝建30周年文艺汇演创作、表演一等奖。《特殊生活》、《好梦不长》分获二等奖，《欢歌笑语》获1981年全国曲艺优秀节目观摩创作表演二等奖，并首开吉他相声先河。